# L'Étoile des Gitans
 (mars 2024).
Si vous disposez d'ouvrages ou d'articles de référence ou si vous connaissez des sites web de qualité traitant du thème abordé ici, merci de compléter l'article en donnant les références utiles à sa vérifiabilité et en les liant à la section « Notes et références ».
L'Étoile des Gitans (titre original: Star of Gypsies) est un roman de science-fiction américain écrit par Robert Silverberg et paru aux États-Unis en septembre 1986 puis en français aux éditions Robert Laffont en novembre 1987. Il a été nommé pour le prix Locus du meilleur roman de science-fiction 1987.